# 蒂耶里
蒂耶里（法語：Thiéry，法語發音：[tjeʁi]）是法国滨海阿尔卑斯省的一个市镇，属于尼斯区。

## 地理
蒂耶里（43°58'42"N, 7°1'50"E）面积22.24 平方千米，位于法国普罗旺斯-阿尔卑斯-蓝色海岸大区滨海阿尔卑斯省，该省份为法国东南部沿海省份，南濒地中海，西南至瓦尔省，西北接上普罗旺斯阿尔卑斯省，北部和东部与意大利接壤。
与蒂耶里接壤的市镇（或旧市镇、城区）包括：伊隆斯、略什、里戈、瓦尔河畔图埃、瓦尔河畔维拉尔。

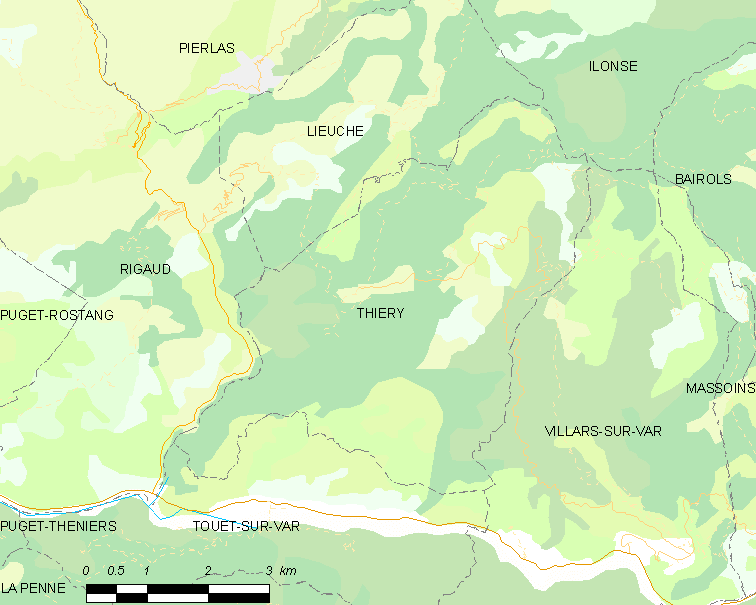
蒂耶里的OSM定位图

蒂耶里的时区为UTC+01:00、UTC+02:00（夏令时）。

## 行政
蒂耶里的邮政编码为06710，INSEE市镇编码为06139。

## 政治
蒂耶里所属的省级选区为旺斯县。

## 人口

1962-2008年间蒂耶里人口变化图示

蒂耶里于2022年1月1日时的人口数量为100人。